# Nicolas de Fer

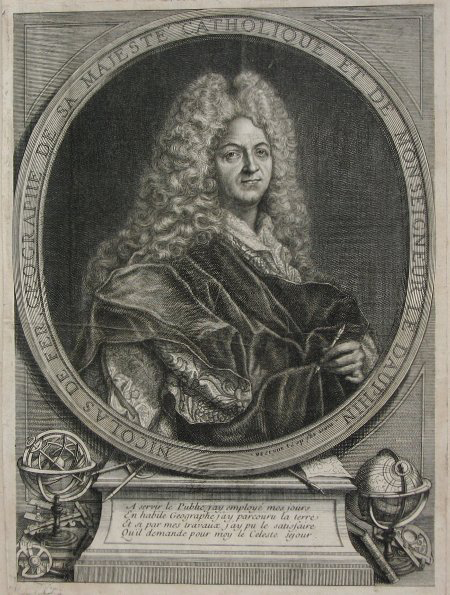
Nicolas de Fer

Nicolas de Fer (ur. 1646, zm. 25 października 1720 w Paryżu) – francuski kartograf, rytownik i wydawca.
Nicolas de Fer był synem paryskiego drukarza i wydawcy Antoine'a de Fera. W wieku dwunastu lat rozpoczął naukę zawodu grawera. W 1673 po śmierci ojca przejął wydawnictwo, publikując atlasy, plany i mapy związane z Francją i jej strefami wpływów. W 1693 publikuje m.in. widok Kamieńca Podolskiego z cyklu Les Forces de l’Europe. Jego główne dzieło, Atlas Curieux, został opublikowany w 1700 roku w Paryżu. 

## Dzieła
- Les Côtes de France (1690)
- La France Triomphante Sous le Règne de Louis le Grand (1693)
- Atlas Royal
- Petit et Nouveau Atlas (1697)
- Atlas Curieux où le Monde représenté dans les cartes générales et particulières du Ciel et de la Terre
- Atlas ou recueil de cartes géographiques dressées sur les nouvelles observations
- Introduction à la géographie. Avec une description historique sur touttes les parties de la terre (1717)